# Jean-Baptiste Poncet
Pour les articles homonymes, voir Poncet.
Jean-Baptiste Poncet né le 3 février 1827 à Saint-Laurent-de-Mure et mort à Lyon le 6 janvier 1901 est un peintre français.

## Biographie
Jean-Baptiste Poncet étudie la peinture auprès de Joseph Soumy avec qui il copie les maîtres au musée du Louvre à Paris en 1864, puis auprès d'Hippolyte Flandrin, qu'il assiste dans la réalisation des fresques de la basilique Saint-Martin d'Ainay, de l'église Saint-Vincent-de-Paul de Paris et l'abbaye de Saint-Germain-des-Prés.

## Œuvres
- Un jeune joueur de flûte au bord de la mer, Salon de 1861[1], huile sur toile, musée des Beaux-Arts de Lyon[2].
- Jeune joueur de flûte, 1861, dessin, Paris, musée du Louvre, département des arts graphiques[3].
- La Toilette de Phryné, Salon de 1861, localisation inconnue.
- Portrait d'Hippolyte Flandrin, 1862, huile sur toile, musée des Beaux-Arts de Lyon[4].
- Portrait de Jean-Baptiste Poncet, 1865, huile sur toile, musée des Beaux-Arts de Lyon[5].

Œuvres de Jean-Baptiste Poncet
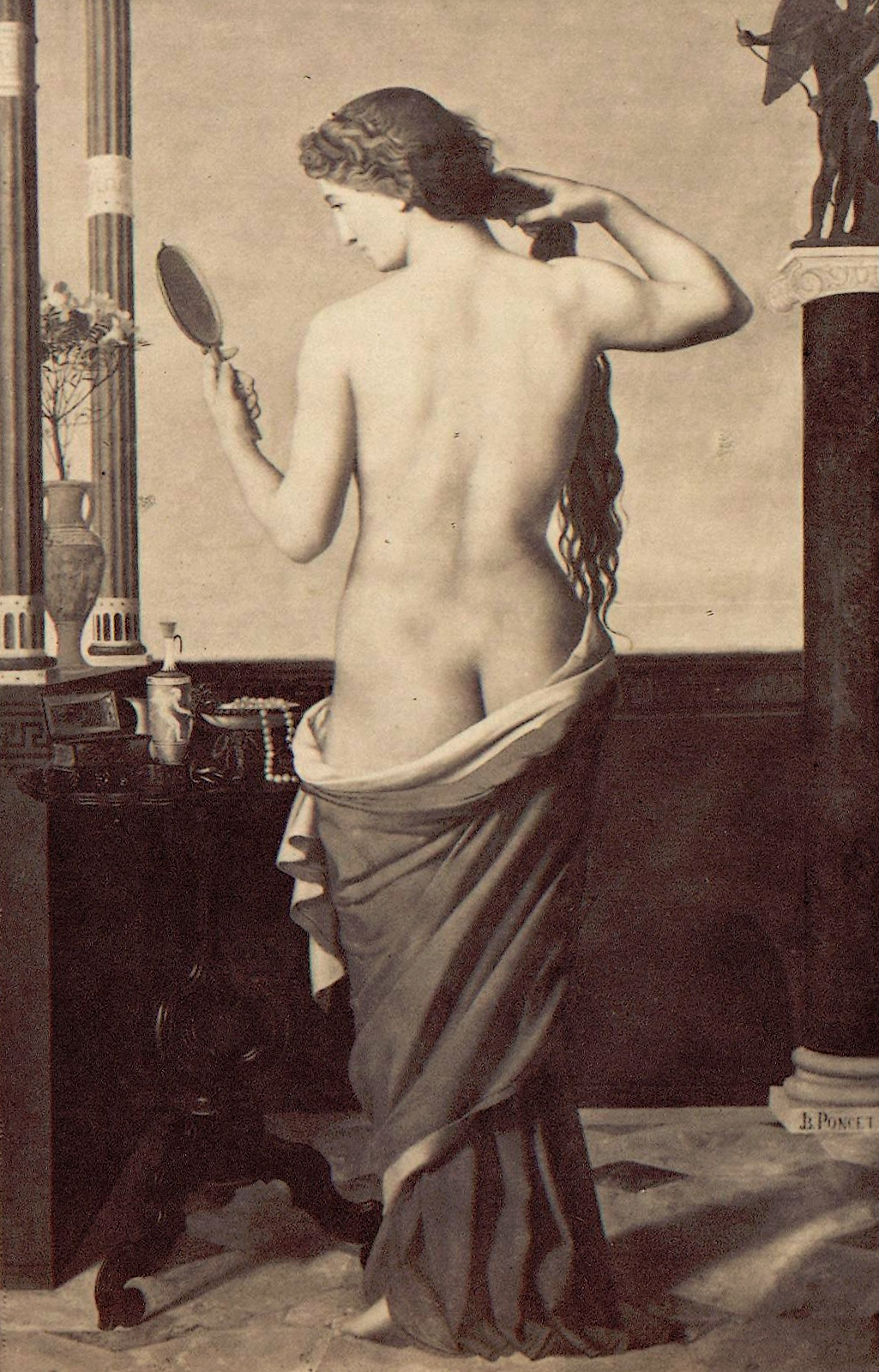
La Toilette de Phryné (1861), localisation inconnue[6].
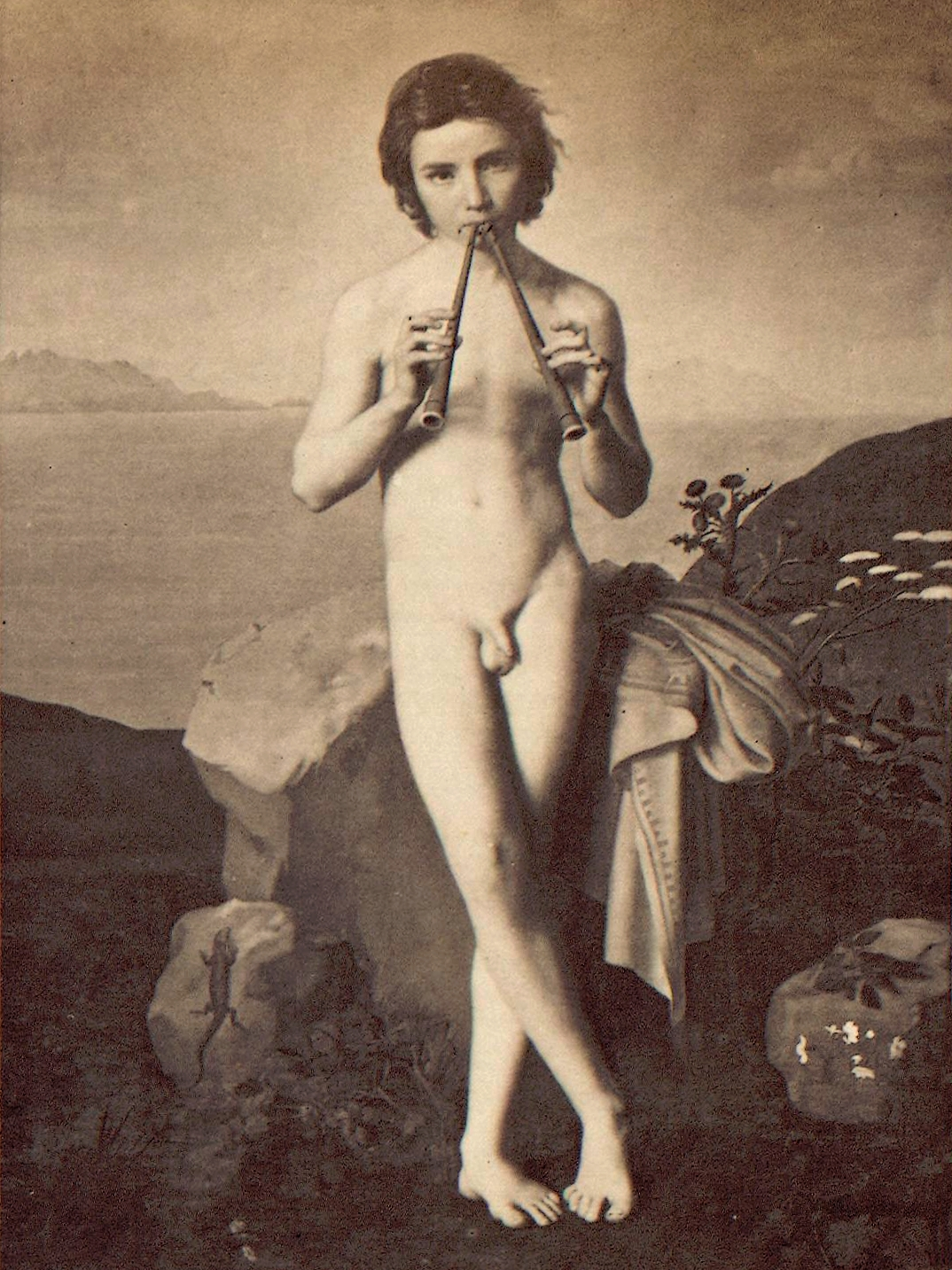
Un jeune joueur de flûte au bord de la mer (1861), musée des Beaux-Arts de Lyon
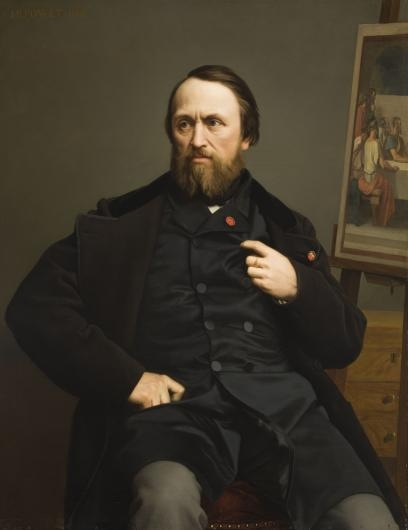
Portrait d'Hippolyte Flandrin (1862), musée des Beaux-Arts de Lyon.

## Élèves
- Louis Ageron
- Pierre Bonnaud
- Émile Beaussier